# Johann Carl Jacobj
Johann Carl Jacobj (* 14. Oktober 1780 in Lübeck; † 16. Mai 1847 in Hamburg) war ein deutscher Kaufmann und Hamburger Oberalter.

## Leben
In Lübeck geboren, kam Jacobj als Kaufmann nach Hamburg und eröffnete eine Handlung mit dem späteren Oberalten Friedrich Hinrich Suse unter dem Namen J.C. Jacobj & Suse. Als Hamburger Bürger versah Jacobj verschiedene bürgerliche Ämter. So wurde er im Jahr 1809 an den Admiralitätszoll gewählt, 1810 zum Adjunkten und an den Mehlkauf, 1816 zum Subdiakon und zum Verwalter des Waisenhauses. Im Jahr 1818 wurde er als kaufmännischer Richter an das Niedergericht gewählt. 1819 wurde Jacobj Steuerbürger, 1823 Bancobürger, 1827 Diakon, 1828 Jurat und übernahm 1830 als Vorsteher die Verwaltung des Krankenhauses. Am 18. April 1845 wurde Jacobj für den verstorbenen Georg Ehlert Bieber zum Oberalten im Kirchspiel Sankt Nikolai gewählt und führte dieses Amt zwei Jahre bis zu seinem Tod.

## Stiftung
In seinem Testament stiftete Jacobj die Johann Carl Jacobj Familienstiftung. Diese Familienstiftung hatte den Zweck notleidende Nachkommen und Geschwister seiner beiden Frauen zu unterstützen. Nach dem Aussterben seiner Nachkommen sollten ein Teil der Zinsen der Hamburger Allgemeinen Armenanstalt zukommen.
Seine Nachkommen riefen 1869 eine weitere Stiftung, die sogenannten Oberalten Johann Carl Jacobj Gotteswohnungen ins Leben. Diese Wohnungen waren  für „unbemittelte gottesfürchtige Leute, vorzugsweise Wittwen oder bejahrte Jungfrauen christlichen evangelischen Glaubens“ als Freiwohnungen bestimmt. Die Stiftung existiert noch heute in der nach der Stiftung benannten Straße Beim Jacobjstift im Hamburger Stadtteil Winterhude. Das von Distel & Grubitz entworfene Stiftsgebäude aus dem Jahr 1929 steht unter Denkmalschutz.

## Familie
Jacobj war zweimal verheiratet. Die erste Ehe ging er 1809 mit Friederike Wilhelmine Sonntag (1783–1818), Tochter des Hamburger Kaufmanns und Senators Claus Hinrich Sonntag (1745–1818), ein. Aus dieser ersten Ehe stammt der Hamburger Kaufmann Friedrich Wilhelm Jacobj (1818–1881), dessen Sohn Carl Jacobj (1857–1944) Arzt und Pharmakologe wurde. Jacobj ging nach dem Tod seiner ersten Frau eine zweite Ehe im Jahr 1819 mit Susanna Henriette Dumas (1791–1841), Tochter des französisch-reformierten Predigers in Stade, Altona und Hamburg Henri Georges Joachim Dumas (1761–1817), ein. Aus dieser zweiten Ehe stammt der Jurist und Richter Daniel Heinrich Jacobj (1820–1886).